# キリシマソウ
キリシマ ソウ（1983年11月13日 - ）は、日本のイラストレーター、漫画家。

## 作品リスト

### 小説挿絵
- 金色のコルダ2 君と僕のポリフォニー（藤野恵美著・原作：コーエー・GAMECITY文庫）
- ふたり天女記シリーズ（佐々木禎子著・B's-LOG文庫）
- 金色のコルダ2 f 追憶のソルフェージュ（石倉リサ著・原作：コーエー・GAMECITY文庫）
- 召喚師は男子寮に集う（水澤なな著・一迅社文庫アイリス）
- 風読みの巫女とはぐれ退鬼師シリーズ（遠沢志希著・角川ビーンズ文庫）
- 瑠璃龍守護録シリーズ（くりた かのこ著・ビーズログ文庫）

### 漫画
- 忍びよる恋はくせもの 『コミックビーズログ キュン!』（エンターブレイン）
- DAISUKE! Crown&Anchor 『コミックビーズログ エアレイド』（エンターブレイン）
- raven；od 『電撃マオウ』（アスキー・メディアワークス）
- 嘘つきボーイフレンド『ARIA』（講談社）
- Give me★スタンプ!『マーガレットchannel』（作画：佑元セイラ、集英社）※原作担当
- 桜色キスホリック『Palcy』（講談社・pixiv）

### ゲーム
- ラスト・エスコート2（ディースリー・パブリッシャー）- キャラクターデザイン、原画
- クラノア（トイズWalker / 携帯ゲーム）- キャラクターデザイン、原画（※9話まで）
- 修学旅行★ナイショの恋（ボルテージ / 携帯ゲーム）- キャラクターデザイン、原画
- 転生絵巻伝 三国ヒーローズ（ベクター / オンラインゲーム）- 一部キャラクターデザイン
- 舵天照（テラネッツ / オンラインゲーム）- キャラクター職業デザイン
- 恋に落ちた★海賊王（ボルテージ / 携帯ゲーム）- キャラクターデザイン、原画
- ドウセイカレシシリーズ（Black Butterfly / PCゲーム）- キャラクターデザイン ※当初は原画も担当予定だったが変更
  - Butterfly Lip
  - Butterfly Closs
  - Butterfly Rouge
- 夢見鳥ノスタルジア（オペラハウス / スマホゲーム）- 原案、総監修

### CD
- Captain HOOK love's lock.
  - Captain HOOK love's lock. get off the track
  - Captain HOOK love's lock. genetic aberration
  - Captain HOOK love's lock. vocal maxi STAY A FAKE
- ラスト・エスコート2 〜深夜の甘い棘〜
  - ラスト・エスコート2 〜深夜の甘い棘〜 OP&EDテーマ「Alice/Again」
  - ラスト・エスコート2 〜深夜の甘い棘〜 オリジナルサウンドトラック
  - ラスト・エスコート2 〜深夜の甘い棘〜 ドラマCD「愛に汚れた白薔薇達の甘い棘」
  - ラスト・エスコート2 〜深夜の甘い棘〜 オリジナルサウンドトラック Vol.2
  - ラスト・エスコート2 〜深夜の甘い棘〜 ドラマCD 〜ナゼに白薔薇? 艶街九月の夜の夢〜&キャラクターソング
- 官能昔話
  - 官能昔話
  - 官能昔話～宴の後～
- クラノア
  - クラノア -Hello Again-
  - クラノア -yesterday once more-
  - クラノア 覚醒未満 それは僕らのカタルシス
  - クラノア放送委員会 ラジオCD Vol1 - ※早期購入者限定のポストカード
  - クラノア -another girl-
- DAISUKE!（ジェネオン・ユニバーサル・エンターテイメントジャパン）- キャラクターデザイン
  - DAISUKE! 〜冬の有明で出会ったキミへ〜(2009年12月29日〜31日 コミックマーケット77限定販売)
  - DAISUKE! 〜聖なるバレンタインと、キミだけのボクら〜
  - DAISUKE! 〜戦慄のバースデー!リベンジに来たアイツ〜
  - DAISUKE! ～有明のお土産と、ちょっとアレなボクら～(2010年12月29日〜31日 コミックマーケット79限定販売)
  - DAISUKE! Winter Lover ～忘れられないキミと、雪の彼方へ～
- 妄想エステ
  - 妄想エステ
  - 妄想エステⅡ
  - 妄想エステⅢ
  - 妄想エステⅣ
  - 妄想エステⅤ
- 憧れのシチュエーションＣＤ 抱きしめられたいっ
- ふたりで一緒にシリーズ
  - 一緒にクッキング -幼なじみの男の子編-
  - 一緒にクッキング -先生はおやつ係編-
  - 一緒にダイエット -半身浴編-
  - 一緒にダイエット -ウォーキング編-
  - 一緒にダイエット -ランニング編-
- MARGINAL＃4
  - 100万回の愛革命!
  - LOVE★SAVIOR
  - 星降る夜に、新たな誓いを。
  - MASQUERADE
  - STAR CLUSTER
  - CHU CHU LUV ♥ SCANDAL
  - 熱愛(RED HOT)SAGA
  - Bingo!!!!
  - 星降る夜の、スイートバレンタイン
- humANdroid ～マイカノセンゲン！～
- キスでキミを溶かすまで イケメン2人に迫られて＠オフィス

### アンソロジー
- ラスト・エスコート ～深夜の黒蝶物語～コミックアンソロジー（一迅社/2006年）表紙イラスト
- ペルソナ3
  - ペルソナ3 4コマKINGS（一迅社/2006年）表紙イラスト
  - ペルソナ3 キャラクターズコミックアンソロジー（光文社/2006年）
  - ペルソナ3 4コマギャグバトル　リバース編（光文社/2006年）
  - ペルソナ3 コミックアンソロジー（光文社/2006年）
  - ペルソナ3 ノベルアンソロジー（一迅社/2007年）
  - ペルソナ3 フェスコミックアンソロジー（光文社/2007年）
  - ペルソナ3　ポータブルコミックアンソロジー 可憐な天使（光文社/2009年）
  - ペルソナ3　ポータブルコミックアンソロジー 美しき悪魔（光文社/2010年）表紙イラスト
  - ペルソナ3　ポータブル電撃コミックアンソロジー（アスキー・メディアワークス/2010年）
- 遙かなる時空の中で 舞一夜 カーニバル(3)（コーエー/2007年）表紙イラスト
- コミック 金色のコルダ~primo passo~ 4コマ協奏曲(1)（コーエー/2007年）
- コミック 金色のコルダ2 カーニバル(1)（コーエー/2007年）表紙イラスト
- Starry☆Skｙ ～in Autumn～ アンソロジー（エンターブレイン/2010年）表紙イラスト
- P3P&P4ハイスクールアンソロジー（一迅社/2010年）表紙イラスト

### ファンブック
- ラスト・エスコート2 〜深夜の甘い棘〜 公式ビジュアルファンブック（エンターブレイン）
- ハラハラ! 関ヶ原 -戦国男子-（エンターブレイン）- ※表紙イラスト
- 戦国BASARA 電撃ビジュアル&サウンドブック（アスキー・メディアワークス）
- DAISUKE！ オフィシャルフォトブック
- Nitro+CHiRAL 5years（エンターブレイン）